# Tramoyes
Tramoyes ist eine französische Gemeinde mit 1845 Einwohnern (Stand 1. Januar 2022) im Département Ain in der Region Auvergne-Rhône-Alpes. Sie gehört zum Kanton Miribel im Arrondissement Bourg-en-Bresse und ist Mitglied im Gemeindeverband Miribel et Plateau.

## Geographie

### Lage
Tramoyes liegt auf 301 m, etwa 42 Kilometer südsüdwestlich der Präfektur Bourg-en-Bresse, 16 Kilometer nordöstlich der Stadt Lyon und 49 Kilometer südsüdöstlich der Stadt Mâcon. Das Dorf erstreckt sich am Südwestrand der Seenlandschaft und historischen Provinz Dombes.

### Topographie
Die Fläche des 12,93 km² großen Gemeindegebiets umfasst einen Abschnitt der südlichen Dombes, einer von Weihern und Seen (frz.: étangs) durchzogenen Hochebene im Bresse-Saône-Graben. In seiner nördlichen Hälfte finden sich mehrere dieser charakteristischen Weiher und Sümpfe. Im Süden grenzt es an die Landschaft Côtière, die durch einen abrupten Geländeabfall von den Dombes in die Schwemmebene der Rhône gekennzeichnet ist. Das Siedlungsgebiet von Tramoyes liegt auf einer etwa zehn Meter aus der Ebene herausragenden Anhöhe, auf der mit 308 m seine höchste Erhebung erreicht wird. Außerhalb des eigentlichen Ortskerns und seinen südlichen Erweiterungen Rue Neuve, Glettin und Le Colombier gibt es noch die Gehöfte La Volière (272 m) im Westen und Le Port (288 m) im Süden. Das Gemeindegebiet wird über ein Netz von Wassergräben nach Westen hin entwässert. Der Gemeindeboden wird zu 86 % mit Feldern landwirtschaftlich genutzt, der Rest verteilt sich auf Wälder, Wohnbebauung und Wasserflächen.

### Nachbargemeinden
Umgeben ist Tramoyes von den Nachbargemeinden Mionnay im Norden, Montluel und La Boisse im Osten, Beynost und Saint-Maurice-de-Beynost im Süden sowie Miribel im Süden und Westen.

## Geschichte

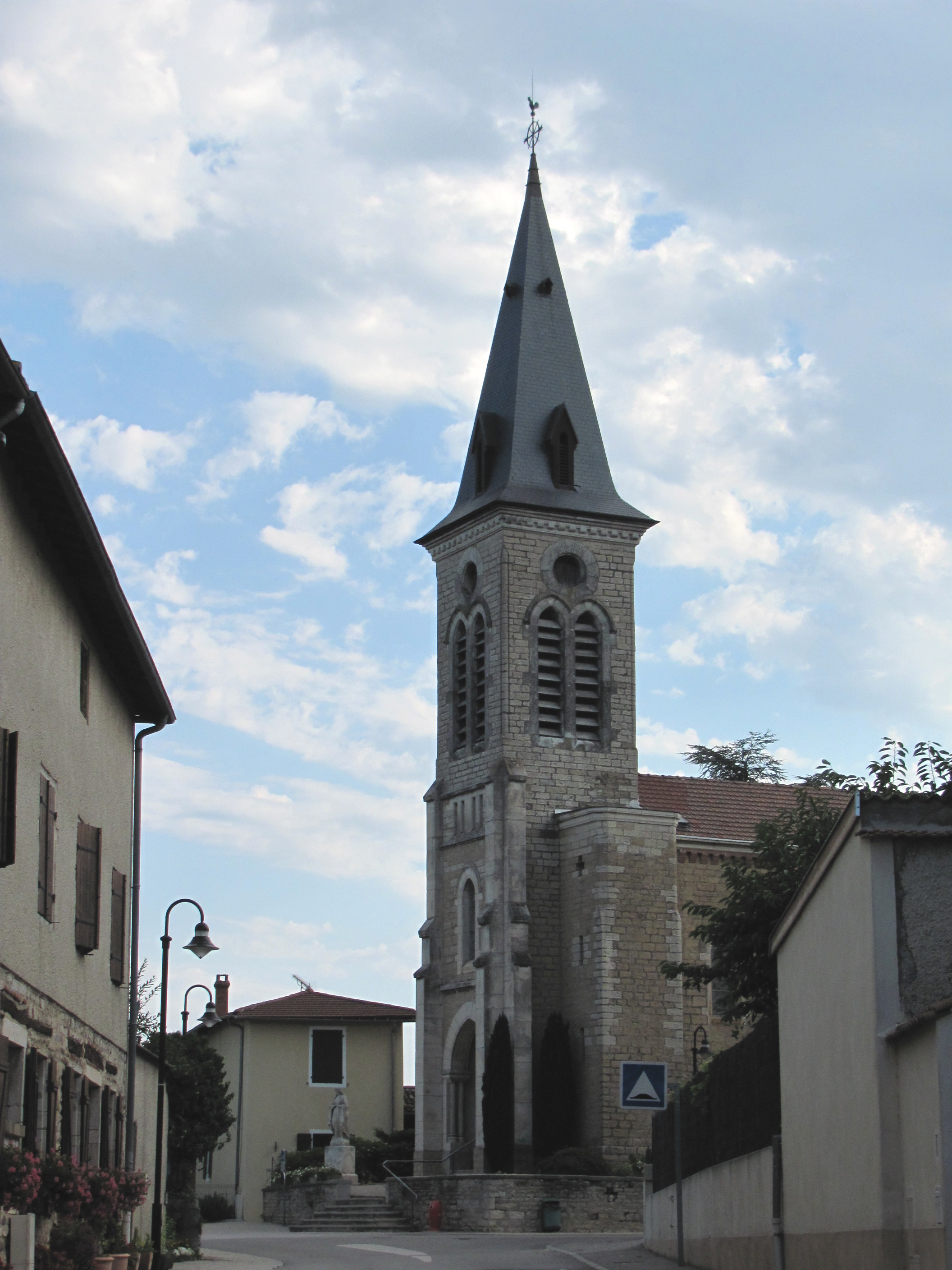
Kirche Notre-Dame

Die Gleichsetzung von Tramoyes mit dem im Jahr 835 als Versammlungsort Ludwigs des Frommen erwähnten Stramiacum konnte nicht aufrechterhalten werden. Die erste gesicherte urkundliche Erwähnung erfolgte im Mittelalter im Jahr 1250 als Ecclesia de Tremoies und damit als Kirchgemeinde, die dem Erzbischof von Lyon unterstand. Seine Schreibweise änderte sich über Tremoyes (1280) zu Tramoyes. Seit der Zeit und bis 1690 waren die Ländereien von Tramoyes ein Lehen in Abhängigkeit von der Herrschaft von Miribel mit einem eigenen Festen Haus, dem im 14. Jahrhundert erstmals vermerkten maison forte de Gletens oder Glettin. Es stand in der Nähe des heutigen Ortsteils Glettin auf einer Motte, von der nur noch Grundzüge erhalten sind.
Nach der Französischen Revolution war Tramoyes von 1793 bis 1984 dem Kanton Trévoux und von 1984 bis 2015 dem Kanton Reyrieux zugeordnet. Seit März 2015 gehört es zum Kanton Miribel.

### Bevölkerungsentwicklung
| Jahr                       | 1962 | 1968 | 1975 | 1982 | 1990 | 1999 | 2010 | 2021 |
| -------------------------- | ---- | ---- | ---- | ---- | ---- | ---- | ---- | ---- |
| Einwohner                  | 355  | 364  | 571  | 788  | 1136 | 1527 | 1674 | 1843 |
| Quellen: Cassini und INSEE |      |      |      |      |      |      |      |      |

Mit 1845 Einwohnern (Stand 1. Januar 2022) gehört Tramoyes zu den kleineren Gemeinden des Départements Ain. Nachdem die Einwohnerzahl im 19. und in der ersten Hälfte des 20. Jahrhunderts konstant in der Nähe von rund 350 Einwohnern gelegen hatte, wurde seit Mitte der 1970er Jahre eine starke Bevölkerungszunahme verzeichnet, die sich im 21. Jahrhundert fortsetzt. Die Ortsbewohner von Tramoyes heißen auf Französisch Tramoyen(ne)s.

## Wirtschaft und Infrastruktur

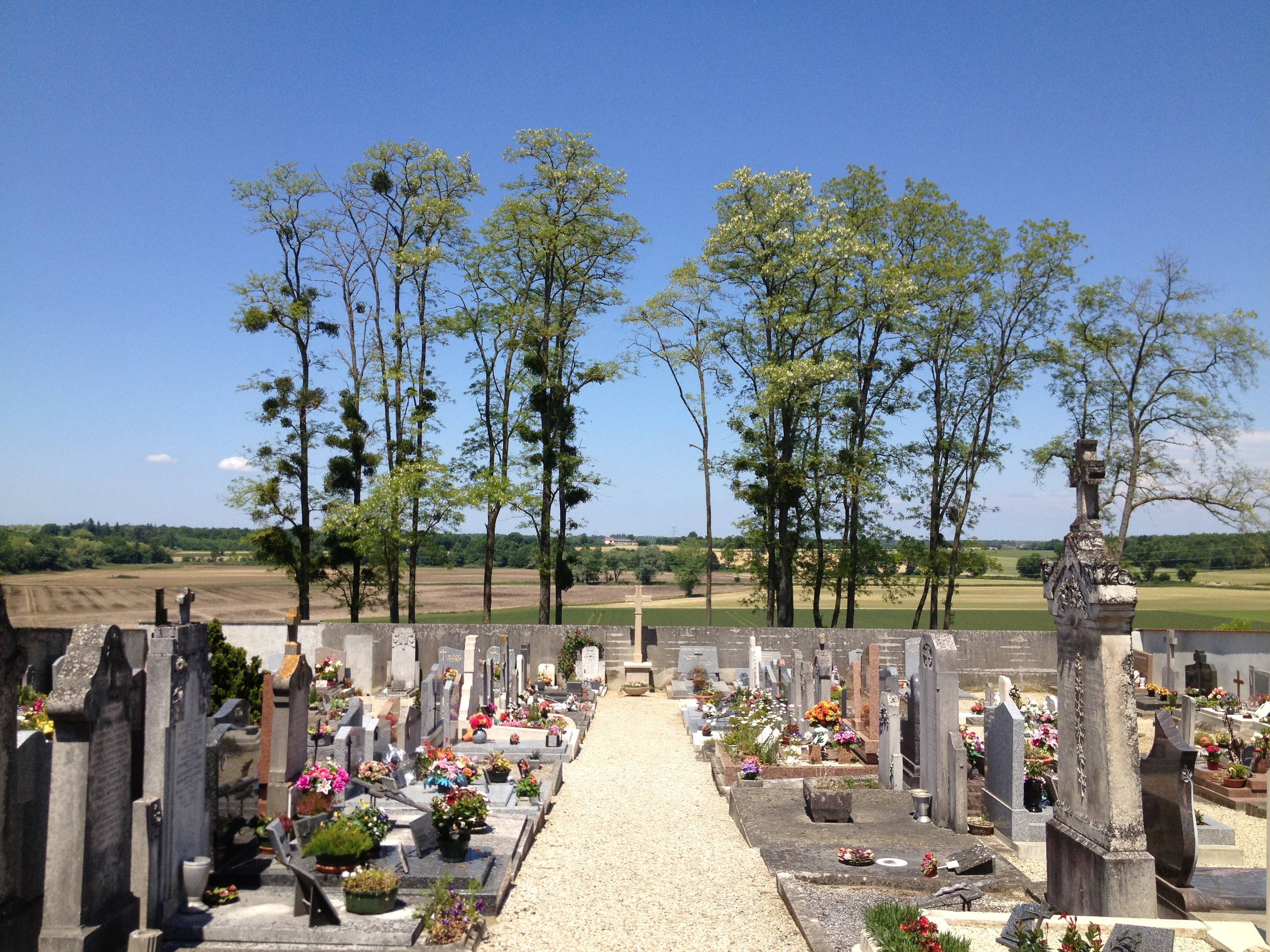
Friedhof von Tramoyes

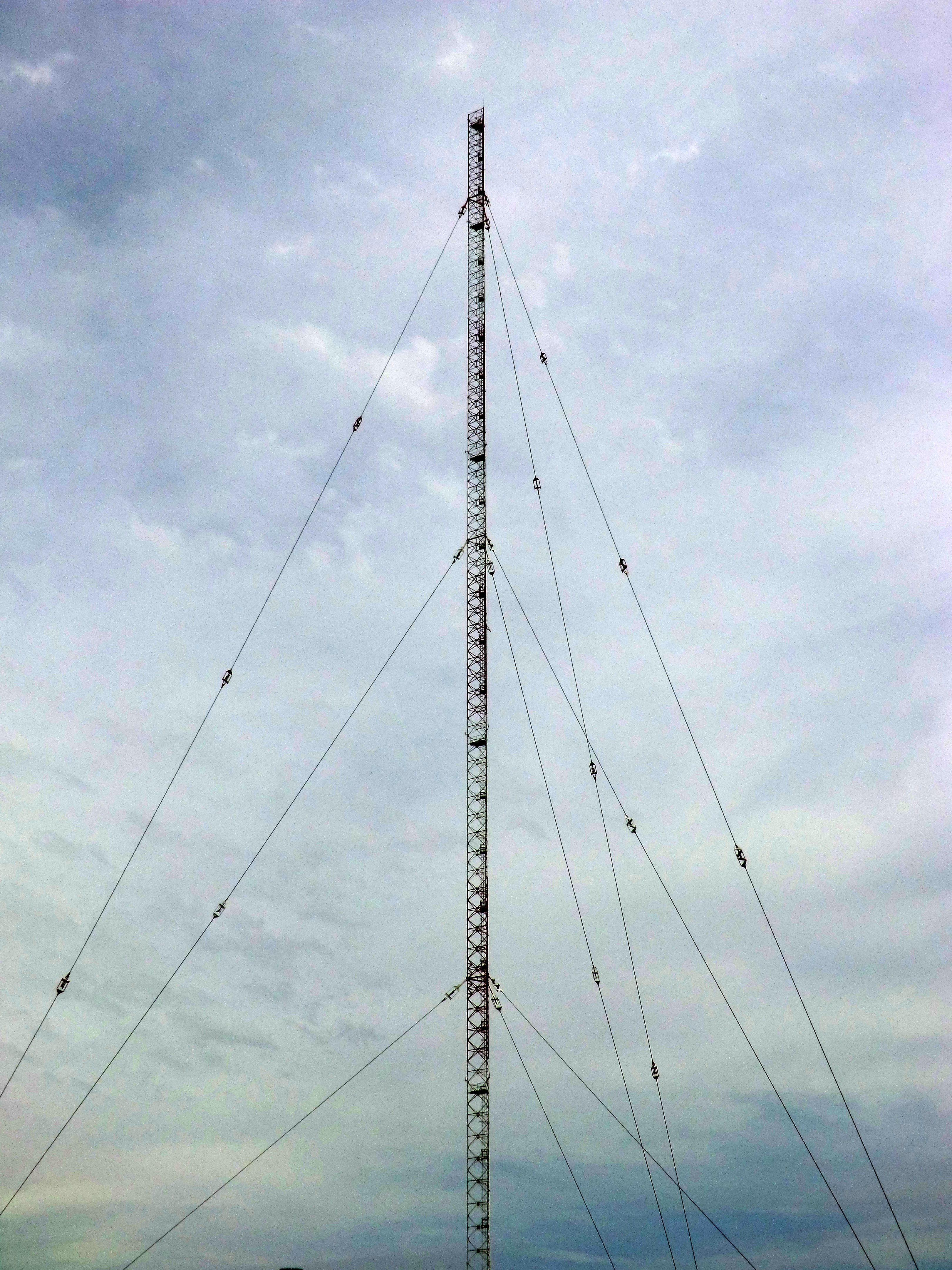
Mittelwellensender von Tramoyes

Tramoyes ist bis heute ein vorwiegend durch die Landwirtschaft geprägtes Dorf. Daneben haben sich verschiedene Betriebe des lokalen Kleingewerbes angesiedelt. Mittlerweile hat sich das Dorf auch zu einer Wohngemeinde entwickelt. Viele Erwerbstätige sind Wegpendler, die in den größeren Ortschaften der Umgebung, vor allem im Raum Lyon, ihrer Arbeit nachgehen.
Die Ortschaft liegt abseits jedweder Durchgangsstraßen und kann über Nebenstraßen erreicht werden, die in jeweils etwa fünf Kilometer Entfernung von der D1083 im Nordwesten oder D1084 im Süden abzweigen. Die Trassen der Schnellfahrstrecke LGV Rhône-Alpes und der Autoroute A432 verlaufen im Süden des Gemeindegebiets. Die nächstgelegenen größeren Bahnhöfe sind Lyon Part-Dieu oder Lyon-Saint-Exupéry TGV und der nächste Autobahnanschluss an die Autoroute A46 befindet sich in rund sieben Kilometer Entfernung. Als Flughafen in der Region kommt Lyon-St-Exupéry (28 Kilometer) in Frage.

### Bildung
In Tramoyes befindet sich eine staatliche école primaire, eine Grundschule mit eingegliederter Vorschule.

## Sehenswürdigkeiten
- Die Kirche Notre-Dame ist ein einschiffiger Bau aus der Zeit von 1879 bis 1883, der das mittelalterliche Kirchgebäude aus dem 13. Jahrhundert ersetzte. Eine Reihe von Kirchenschätzen aus dem Innenraum sind in die Liste der französischen Kulturgüter aufgenommen.
- Am Westrand des Dorfes steht ein 253 Meter hoher Mittelwellensender, der 1934 errichtet wurde und bis zum Jahreswechsel 2015/2016[8] mit 300 kW Leistung die Programme von beispielsweise France Info ausstrahlte.

## Persönlichkeiten

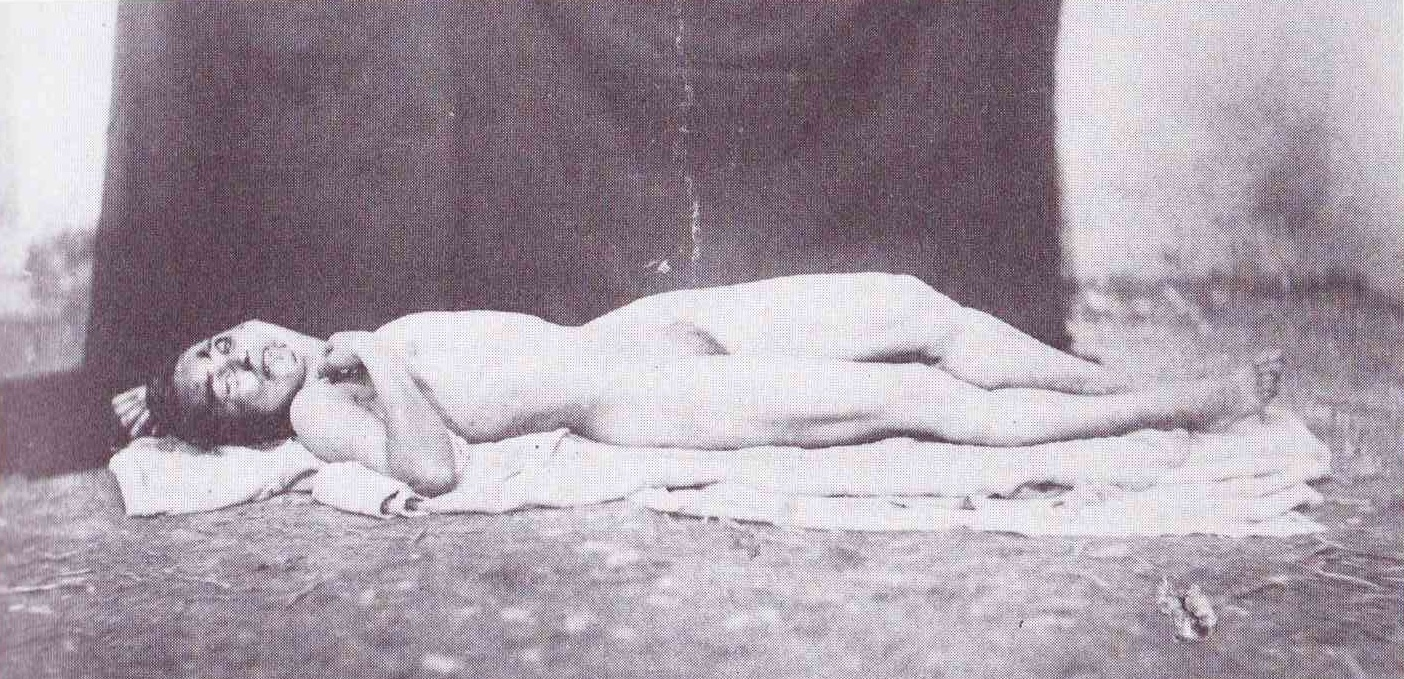
Leiche der Marie Baday, erstes Opfer des Serienmörders Martin Dumollard und aufgebahrt auf dem Kirchplatz von Tramoyes

- Martin Dumollard (1810–1862), Serienmörder aus Tramoyes